# Leptoconops bundyensis
Leptoconops bundyensis är en tvåvingeart som beskrevs av Smee 1966. Leptoconops bundyensis ingår i släktet Leptoconops och familjen svidknott. Inga underarter finns listade i Catalogue of Life.